# سوناتة غوستاف (رواية)
سوناتة غوستاف (بالإنجليزية: The Gustav Sonata)‏ هي رواية للكاتبة الإنجليزية روز تريمين، نشرت عام 2016، عن دار نشر في المملكة المتحدة.